# Liste der Monuments historiques in Tréméven (Finistère)
Die Liste der Monuments historiques in Tréméven (Finistère) führt die Monuments historiques in der französischen Gemeinde Tréméven auf.

## Liste der Bauwerke
| Bezeichnung    | Beschreibung | Standort | Kennzeichnung | Schutzstatus | Datum | Bild           |
| -------------- | ------------ | -------- | ------------- | ------------ | ----- | -------------- |
| Kirche St-Méen |              | (Lage)   | PA00090479    | Inscrit      | 1939  | weitere Bilder |

## Liste der Objekte
- Monuments historiques (Objekte) in Tréméven in der Base Palissy des französischen Kultusministerium